# Prêmio Francal Top de Estilismo
Criado em 1995, pela Francal Feiras, para lançar novos talentos e incentivar a criatividade brasileira na arte de fazer calçados e bolsas, o Prêmio Francal Top de Estilismoé uma iniciativa sem fins lucrativos que visa a revelar novos criadores para a indústria nacional de calçados e acessórios, qualificar o segmento e elevar o Brasil a níveis de competitividade internacional.
Aos participantes, o prêmio significa buscar o reconhecimento, oportunidades de trabalho e, principalmente, projeção profissional. Considerado como o mais importante prêmio do gênero em toda a América Latina, consagrou-se pela seriedade e credibilidade junto ao mercado e às instituições de ensino.
O concurso é anual e podem participar exclusivamente pessoas físicas, como estudantes de moda ou cursos técnicos, designers, estilistas e mesmo profissionais que já atuam, porém sem vínculo algum com marcas.
Os jurados, escolhidos anualmente, são profissionais especializados em moda e colaboram com o prêmio imprimindo ao mesmo credibilidade e seriedade.